# Jūb-e Farmānfarmā
Jūb-e Farmānfarmā (persiska: جوب فرمانفرما, Āsīāb Jūb-e Farmānfarmā) är en ort i Iran.   Den ligger i provinsen Kermanshah, i den nordvästra delen av landet, 400 km väster om huvudstaden Teheran. Jūb-e Farmānfarmā ligger 1 801 meter över havet och antalet invånare är 145.
Terrängen runt Jūb-e Farmānfarmā är platt åt sydväst, men åt nordost är den kuperad.Runt Jūb-e Farmānfarmā är det ganska tätbefolkat, med 72 invånare per kvadratkilometer. Närmaste större samhälle är Gorjī Bayān, 7,3 km nordväst om Jūb-e Farmānfarmā. Trakten runt Jūb-e Farmānfarmā består i huvudsak av gräsmarker.